# Richard Schechner
Richard Schechner (* 23. August 1934 in Newark, New Jersey) ist ein Theaterregisseur, Produzent und Hochschullehrer. William Hunter Shephard hat ihn einmal scherzweise als „Professor of the Dionysiac Theater“ bezeichnet.:178

## Leben
Schechner lehrte seit 1967 als Professor der Performance Studies an der New York University. Zusätzlich gab er die Zeitschrift „The Drama Review“ heraus. Er prägte den Begriff „Environmental Theatre“. Doch für Schechner ist nicht nur die Aufführung selbst wichtig. Er betrachtet das Theater als einen Prozess, die Aufführung sei dabei nur ein kleiner Teil. Deshalb gründete Schechner die „Performance Group“, mit der er über lange Zeit in verschiedenen Workshops arbeitete (und mit der er unter anderem auch Dionysus in 69 produzierte). Er wurde beeinflusst von Nietzsche, Marshall McLuhan und Antonin Artaud. Schechner war fasziniert von Ritualen und deren Inszenierung und Bedeutung. Seine Begeisterung für Anthropologie und Cultural Studies vermischte sich im Theater mit den Ritualen und es entstand eine interessante und einmalige Mischung der Darstellung. So sagte einmal ein Schauspieler aus seiner Gruppe, was Schechner von einem Theater erwarte:
The Theatre “needs to attempt to rediscover the efficacy of performance as a ritual experience”. Therefore it needs to include “formally patterned behaviors with ceremonial significance” such as dances, rituals and similar forms of activities.:XII
2023 wurde Schechner in die American Academy of Arts and Sciences gewählt.

## Faszination griechisches Theater
Das griechische Theater war für Schechner so speziell, weil es direkt mit dem sozialen Leben zu tun hat. Gleichzeitig mit der Faszination am griechischen Theater übte er Kritik am abstrakten und starren Theater der Amerikaner zu der Zeit. Das amerikanische Ideal der Selbstverwirklichung und der daraus folgende Egoismus funktioniert im Theater nicht, so Schechner. Es ist wichtig zu lernen in einer Gruppe etwas zu erreichen. Doch es geht Schechner nicht nur darum, ein Theater zu inszenieren, sondern auch etwas Politisches zu erreichen.

## Theaterrevolution
Schechner formuliert in seinem Aufsatz „Actuals: Primitive ritual and performance Theory“ fünf Basisqualitäten, die ein Theater haben muss: 
1. Prozesse: etwas das hier und jetzt geschieht.
2. Endgültige Aktionen, Austausche oder Situationen
3. Wettbewerb: es muss etwas auf dem Spiel stehen
4. Initiierung: Ein Wechsel im Theater für den Zuschauer
5. Ein Raum, der konkret und organisch genutzt wird.

## Schriften
- Schechner gab TDR (The Drama Review, früher The Tulane Drama Review)  von 1962 bis 1969 heraus und ist seit 1986 wieder ihr Herausgeber
- Seit 2007 erscheint alle zwei Jahre TDR/China, veröffentlicht vom Richard Schechner Center for Performance Studies an der Shanghai Theatre Academy

Bücher
Autor
- Public Domain. 1968.
- Environmental Theater. 1973.
- Theatres, Spaces, and Environments. 1975. (mit Jerry Rojo und Brooks McNamara).
- Essays on Performance Theory. 1976.
- The End of Humanism. 1981.
- From the Ramlila to the Avantgarde. 1983.
- Between Theater and Anthropology. 1985.
- The Engleburt Stories. 1987. (mit Samuel MacIntosh Schechner).
- The Future of Ritual. 1993.
- Performance Theory. (a revised version of Essays on Performance Theory) 1988.
- Performance Studies – An Introduction. 2002. ISBN 0-415-37246-1.
- Over, Under, and Around. 2004.
- Theater-Anthropologie : Spiel und Ritual im Kulturvergleich. Rowohlt, Reinbek bei Hamburg 1990.

Herausgeber
- Dionysus in 69. 1970.
- Ritual, Play, and Performance. 1976. (mit Mady Schuman).
- By Means of Performance. 1990. (mit Willa Appel).
- The Grotowski Sourcebook. 1997. (mit Lisa Wolford).